# المباركات
قرية سورية تتبع ناحية مركز حماة في منطقة مركز حماة في محافظة حماة. بلغ عدد سكانها 478 نسمة في عام 2004 حسب إحصاء المكتب المركزي للإحصاء.
تقع قرية المباركات على طريق عام حماة سلمية وعلى بعد 10 كم من مدينة حماة شرقاً وتشتهر القرية بالأعمال الزراعية وتربية المواشي. توجد في القرية مدرسة مؤلفة من حلقة أولى وثانية.